# Quảng trường Franz Kafka

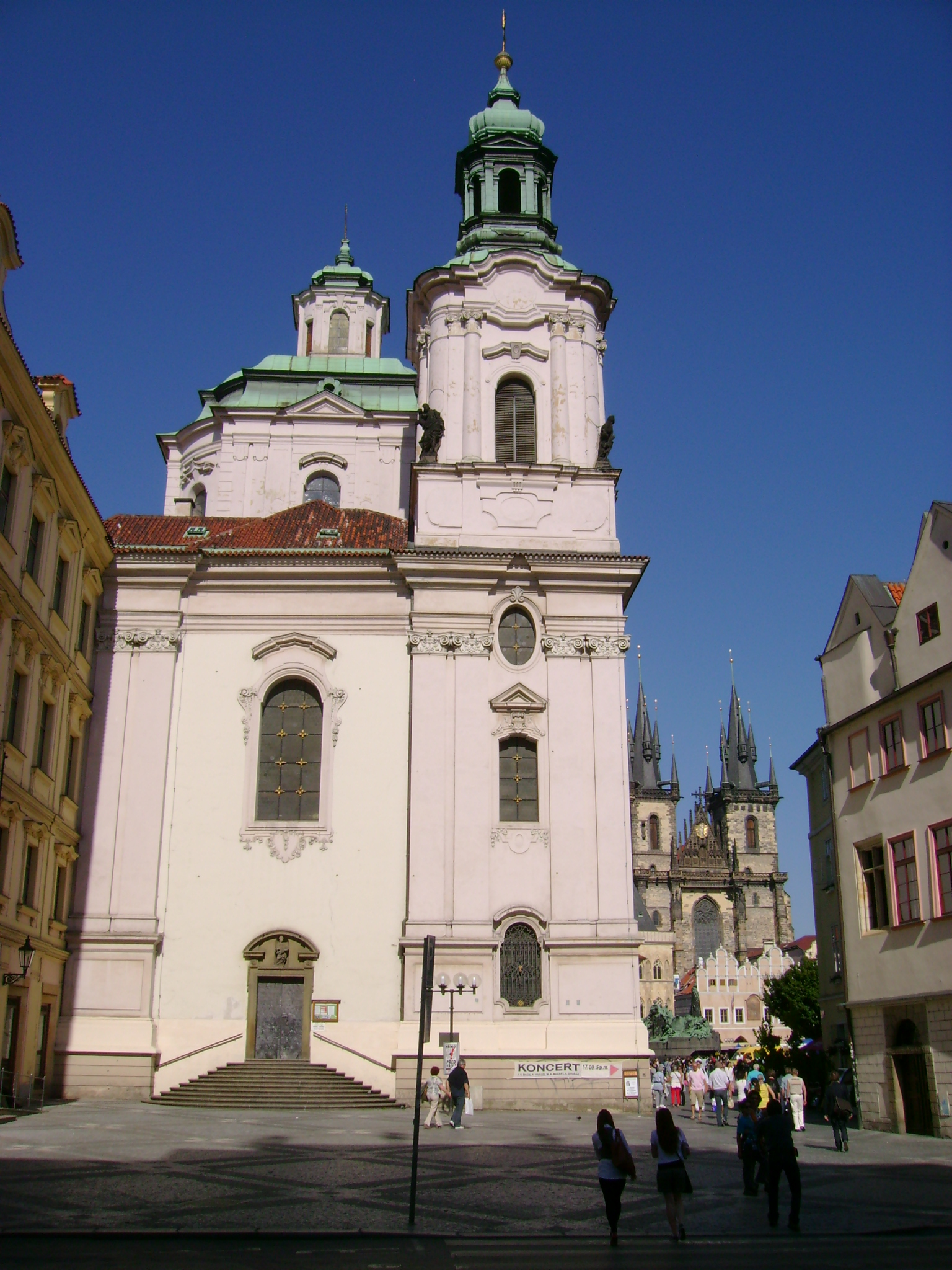
Quảng trường Franz Kafka và nhà thờ Thánh Nicholas (2011)

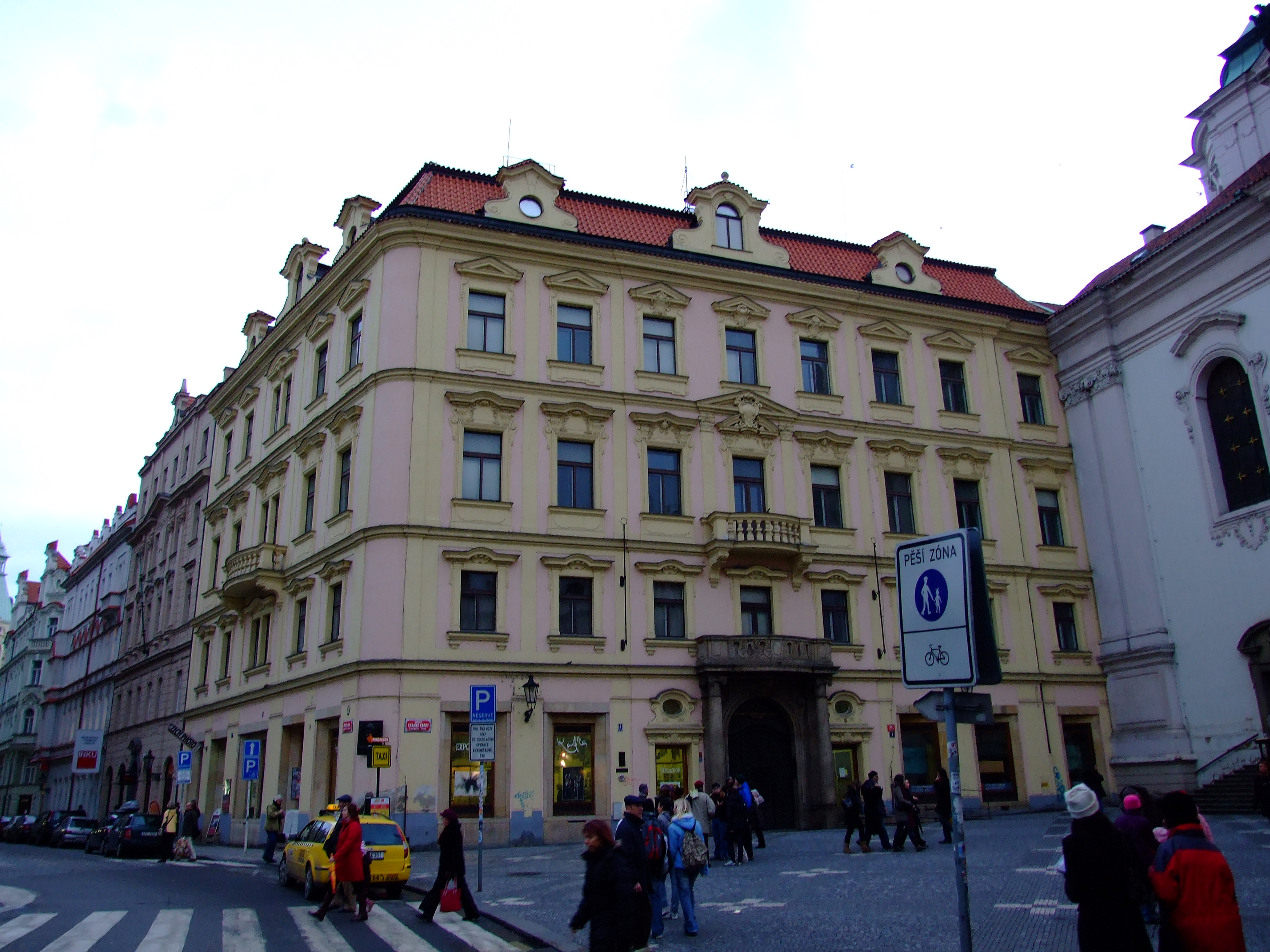

Quảng trường Franz Kafka (tiếng Séc: Náměstí Franze Kafky) là một trong những quảng trường ở Praha, tọa lạc ở Phố cổ, Cộng hòa Séc. Quảng trường này được thành lập vào năm 2000, và được đặt theo tên của nhà văn nổi tiếng Franz Kafka (1883–1924), nhằm tưởng nhớ đến một nhân tài được sinh ra và lớn lên ở đây.

## Vị trí
Quảng trường Franz Kafka tiếp giáp với 4 đường phố: U Radnice, Platnéřská, Kaprova và Maiselová. Khu vực xung quanh quảng trường có nhiều địa danh và di tích văn hóa đáng chú ý, chẳng hạn như:
- Quảng trường Phố cổ
- Nhà thờ Thánh Nicholas
- Tượng bán thân của Franz Kafka ở góc phố Maiselová (do nhà điêu khắc Karel Hladík (1912–1967) thực hiện năm 1966)[2]
- Tòa thị chính mới Praha
- Tòa nhà Clementinum (Klementinum) và những ngôi nhà phố khác.

## Khám phá
Bên cạnh quảng trường Franz Kafka, hiện nay còn có thể tìm thấy những địa danh khác ở Praha có liên quan đến nhà văn huyền thoại, chẳng hạn:
- Bảo tàng Franz Kafka ở Malá Strana
- Đài tưởng niệm Franz Kafka ở phố Vězeňská
- Nghĩa trang Do Thái mới ở Strašnice (nơi chôn cất gia đình Kafka).